# Modi'ín
Modi'in-Maccabim-Re'ut (hebreo: מוֹדִיעִין-מַכַּבִּים-רֵעוּת) es la más nueva de las ciudades del Estado de Israel, ubicada en el centro geográfico del país, a 300 metros de altitud sobre el nivel del mar. Su piedra fundamental fue colocada en 1993 por el primer ministro Isaac Rabin, y sus obras de construcción comenzaron en el año 1994. En julio de 1996 comenzó su proceso de población, siendo proclamada ciudad en 2003. 
A fines de 2007 y tras la unificación con las poblaciones aledañas de Macabim (מכבים) y Re'ut (רעות) contaba con una población de 67.100 habitantes. La ciudad se halla en pleno proceso de desarrollo y expansión, con un promedio de construcción de 4.000 viviendas anuales, al cabo del cual se tiene previsto que llegue a albergar hasta 250.000 habitantes, llegando a ser la cuarta ciudad del país detrás de Jerusalén, Tel Aviv y Haifa.
Su estratégica situación geográfica la sitúa en el centro mismo del país, a mitad de camino entre las dos mayores ciudades: la capital, Jerusalén y Tel Aviv, distante unos 25 kilómetros de cada una y a unos 10 kilómetros al este del camino troncal de Israel, la autopista 6, que a su conclusión habrá de recorrer el Estado de sur a norte y es la única vía rápida de pago de peaje del país. Se halla en plena construcción la línea férrea Tel Aviv - Aeropuerto Ben-Gurión (este tramo ya inaugurado en 2005) - Modi'ín, que habrá de conectar esta ciudad con la zona costera del país hacia mediados de 2006, y concluirá en Jerusalén hacia fines de 2008.
Concebida como una ciudad-jardín, su planificación obedece a conceptos urbanísticos de avanzada, entre los que se aprecian amplias avenidas parquizadas que respetan la orografía; integración de las viviendas y las zonas públicas en el paisaje y los abundantes restos arqueológicos de la zona; soterramiento de la totalidad de las infraestructuras y cableados, incluyendo su futura estación central de ferrocarril; separación clara de zonas residenciales, comerciales, de servicios y polígonos industriales; reciclado de aguas pluviales para su utilización en el riego de parques y posterior reinserción en el acuífero, entre otras características sobresalientes.
Emplazada en el sitio histórico de Modi'ín, fue asiento de los hermanos Macabeos, líderes de la rebelión en contra de la conquista helénica de Judea, al cabo de la cual se erigieron triunfadores, instalando el reino Hasmoneo. Este reinado judío, cuya duración fue de unos 100 años (164 a. C. - 63 a. C.), hasta la invasión romana de Pompeyo, fue la última etapa de independencia de los judíos, luego de la cual sobrevino la pérdida de la soberanía y la posterior diáspora de casi 1900 años, hasta la creación del moderno Estado de Israel en el siglo XX.

## Galería

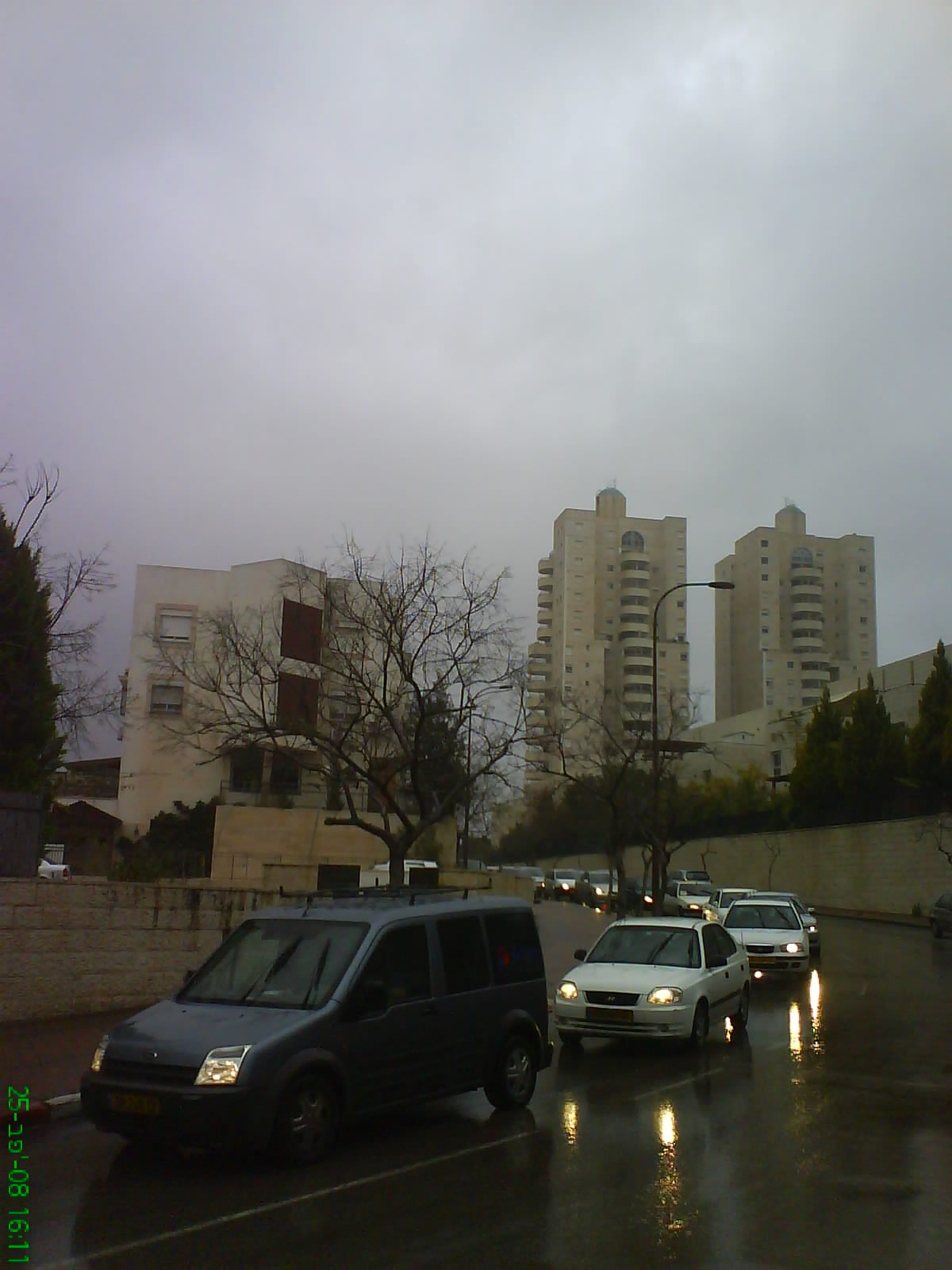
Calle Levona
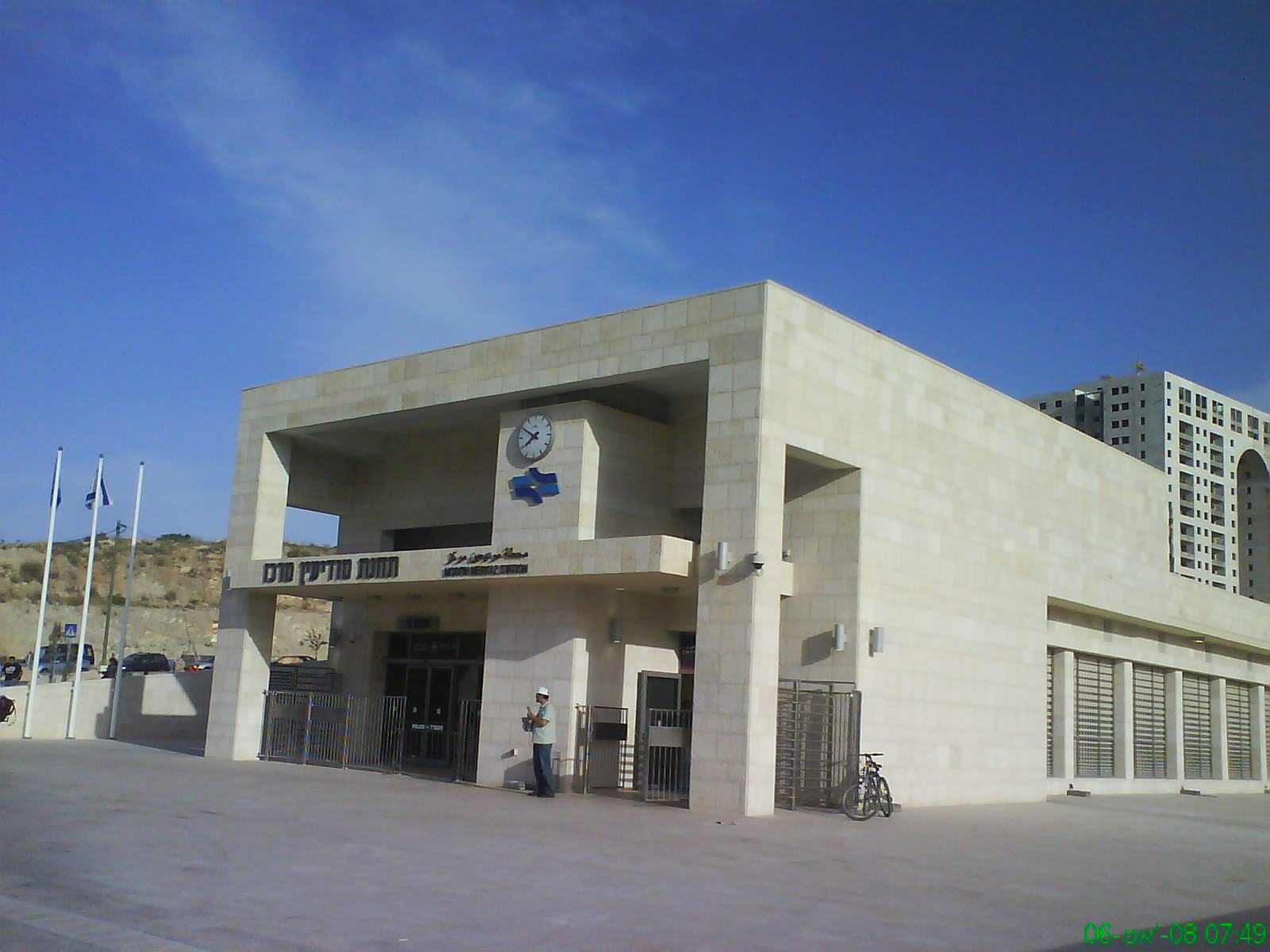
Estación ferroviaria
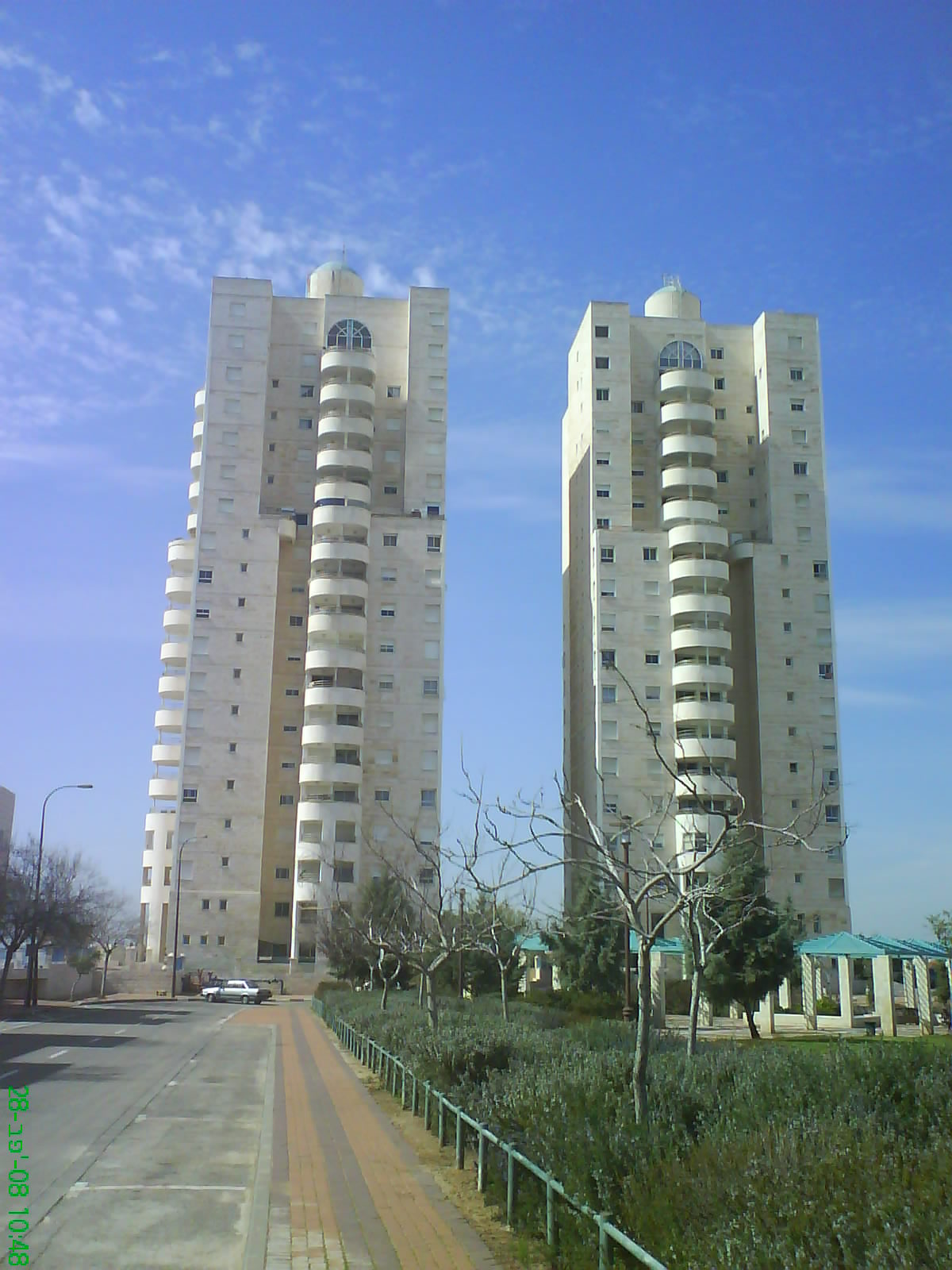
Nuevas construcciones